# Walther Hewitt
Walther Edwin Hewitt (Paramaribo, 8 januari 1897 – Nederland, 6 oktober 1964) was een Surinaams landbouwkundige en politicus.
Na zijn opleiding ging hij werken bij de overheid en rond 1918 was Hewitt werkzaam bij de Cultuurtuin. Daarna ging hij zich specialiseren in de klein-landbouw ter ondersteuning van de kleine boeren. Kort na zijn benoeming tot Hoofd van de Landbouwvoorlichtingsdienst werd hij in 1949 lid van het College van Algemeen Bestuur (CAB) op de post Landbouw. Met het op 20 januari 1950 in werking treden van de Interimregeling werd de term College van Algemeen Bestuur vervangen werd door Regeringsraad. Door de Hospitaalkwestie zou Hewitt maar kort Landsminister van Landbouw, Veeteelt en Visserij blijven. Begin januari 1951 diende hij samen met Lou Lichtveld (Onderwijs & Volksgezondheid) zijn ontslag in omdat ze niet bereid waren het besluit tot ontbinding van de Staten van Suriname te ondertekenen nog voor de behandeling van de wijziging van het kiesreglement. De regering had immers eind 1950 toegezegd de Staten niet te zullen ontbinden zonder wijziging van het kiesreglement. Op verzoek van gouverneur Klaasesz was Hewitt bereid om nog drie maanden aan te blijven om lopende zaken af te handelen. Lichtveld vertrok wel in januari waarbij de landsministers W.E. Hewitt en J.C. Zaal respectievelijk de portefeuille van volksgezondheid en onderwijs erbij kregen. Na de verkiezingen op 14 maart 1951 maakte Hewitt bezwaar om na 3 april met de nieuwe Staten samen te werken. Op 5 april trad de nieuwe regering aan.
Hewitt werd daarna weer Hoofd van de Landbouwvoorlichtingsdienst en in 1953 ging hij leiding geven aan de Cultuurtechnische Dienst dat onder hetzelfde departement viel. In 1955 verliet hij de landbouw waarna hij onder andere nog districtscommissaris van Coronie en Nickerie is geweest. Ook heeft hij nog gewerkt als landbouwkundig adviseur van het departement van Sociale Zaken. Op 1 december 1963 ging Hewitt met pensioen waarna hij nog geen jaar later in Nederland overleed.